# آر.اچ. تامسون
رابرت هولمز تامسون (انگلیسی: Robert Holmes Thomson؛ زادهٔ ۲۴ سپتامبر ۱۹۴۷) که با نام آر.اچ. تامسون شناخته می‌شود، بازیگر اهل کانادا است. بازی در نقش «جاسپر دیل» در قصه‌های جزیره، جایزه جمینای را برایش به ارمغان داشت.

## گزیدۀ نقش‌آفرینی‌ها

### سینما
- کلویی (۲۰۰۹)
- ویژن کوئست (۱۹۸۵)
- سطح (۱۹۸۱)

### تلویزیون
- ماجراهای مرداک (۲۰۲۴) 
  - فصل ۱۷، قسمت ۱۱ - یک ماجرای سنگین
  - فصل ۱۷، قسمت ۲۳ - دودی به چشمت می‌رود
  - فصل ۱۸، قسمت ۲ - تنها مرداک در ساختمان
- آنه با یک ئی (۲۰۱۹–۲۰۱۷)
- قصه‌های جزیره (۱۹۹۶–۱۹۹۰)
- منطقه نیمه‌روشن (۱۹۸۸)
- مون‌لایتینگ (۱۹۸۷)